# La Forêt ou l'Abbaye de Saint-Clair
La Forêt ou l'Abbaye de Saint-Clair également connu comme Les Mystères de la forêt ou L'Idylle de la forêt (The Romance of the Forest) est un roman gothique d'Ann Radcliffe publié en 1791 et traduit en français par François Soulès en 1830.
Familière de la littérature française, Ann Radcliffe s'est ici inspirée de Julie ou la Nouvelle Héloïse de Jean-Jacques Rousseau paru en 1761. La Forêt est son roman où la nature tient le plus de place.
L'œuvre est évoquée dans L'Abbaye de Northanger, le roman gothique parodique de Jane Austen.

## Personnages
- Adeline
- Pierre de la Motte
- Madame de la Motte
- Louis de la Motte
- Peter
- Annette
- Theodore de Peyrou
- Phillipe, Marquis de Montalt
- Arnaud la Luc
- Madame la Luc
- Clara la Luc
- Jacques Martigny
- Du Bosse
- Louis de St. Pierre

## Résumé
Pierre de La Motte et son épouse fuient Paris pour tenter d'échapper à leurs créanciers, lorsqu'ils sont attaqués et capturés par des bandits à la tombée de la nuit. Leurs ravisseurs acceptent de les épargner, à condition qu'ils prennent en leur compagnie une belle jeune fille, Adeline. Ce que Pierre de La Motte et sa femme acceptent, émus qu'ils sont par la triste condition d'orpheline de la jeune fille. Pour échapper à ceux qui les recherchent, tous trois s'enfoncent alors dans une sombre forêt, où ils trouvent refuge dans une abbaye en ruine. Ils s'y établissent, occupant les quelques pièces habitables de ce pittoresque édifice, cependant qu'Adeline passe ses jours à explorer sous-bois et clairières, dont elle aime l'atmosphère romanesque et mélancolique. Au bout de quelques mois, Adeline fait la rencontre dans les bois d'un jeune homme inconnu, qui s'avère être Louis, le fils de M. et Mme de La Motte. Mme de La Motte lui fait part de sa crainte qu'Adeline cherche à avoir une aventure avec son mari; mais Louis se refuse à croire à la culpabilité d'Adeline, dont il est tombé amoureux. Mais son congé se termine, et il doit regagner l'armée.